# Bitter Ruin
Bitter Ruin — британский альтернативный поп-дуэт из Брайтона, состоящий из Джорджии Трейн (вокал, бэк-вокал, фортепиано) и Бена Ричардса (вокал, бэк-вокал, гитара, фортепиано, бас), причём сами они называют свой жанр как дарк-кабаре (англ. dark сabaret). Трейн и Ричардс черпали вдохновение из самых разных направлений, чтобы создать музыку, которая слабо подходит в раздел «экспериментальный поп».

## Формирование и развитие
Ричардс и Трейн встретились в 2007 году, изучая музыку в Брайтонском институте современной музыки. Они начали выступать вместе и на концертах, также записали несколько EP и выпустили их через социальные медиа. Гастролировали по всей Великобритании, особенно в Брайтоне и Лондоне. В 2010 году они поддержали Аманда Палмер на европейском этапе её тура Evelyn Evelyn.
В 2011 году клип на свою песню «Trust» набрал более 100 000 просмотров. Мэтт Лукас помог в управлении группой, а также выступив с ней на нескольких их концертах.
В октябре 2011 BBC News сообщили о дебюте «Trust» в сингл-чарте. Трек занял 19-ю позицию в чарте независимых синглов Великобритании в воскресенье 16 октября.
В октябре 2012 Bitter Ruin записали EP в Rocket Studios, принадлежащей Элтону Джону, в Лондоне. Результатом стала пластинка под названием «The rocket Sessions», ставшая основой для их последующего альбома «Waves» (2014). Группа также выступала на разогреве у Ben Folds Five на их европейском реюнион-туре в декабре.

## Kickstarter
В марте 2013 Bitter Ruin запустила кампанию на Kickstarter, чтобы финансировать создание домашней студии, в которой для записи своего следующего альбома «Waves». Своей цели в £20 000 они достигли уже в 12 часов и в итоге собрали £33 000. Дуэт пригласили на Kickstarter, чтобы поговорить о своем опыте на отраслевой конференции в Сомерсет-Хаус в Лондоне 22 октября 2013 года.

## New Management и Waves
В октябре 2013 Bitter Ruin подписали соглашение с управляющей компанией The Sunday Club, это ознаменовало конец дружеской роли Мэтта Лукаса в качестве соменеджера. Однако в это же время группа самостоятельно выпустила свой альбом «Waves» под лейблом Bitter Recordings 12 мая 2014 года.
Bitter Ruin выпустили сингл в январе 2014 «Diggers», который был рассмотрен Q, Clash и французским Les InRocks, и получили возможность ротации на национальном радио Би-би-си и независимой станции Xfm.

## Дискография

### Синглы
- Trust (2011)
- Diggers (2013)

### EP
- Bitter Ruin (2007)
- We're Not Dancing (2008)
- The Rocket Sessions (2012)

### Альбомы
- Hung, Drawn & Quartered (2010)
- Waves (2014)[4]